# Paul Walsh
Paul Walsh (Plumstead, 1º ottobre 1962) è un ex calciatore inglese, di ruolo attaccante.

## Carriera

### Club
Giocò nel Charlton Athletic tra il 1979 ed il 1982, quando si trasferì al Luton Town, dove nel 1984 fu insignito del premio come Giovane dell'anno della PFA. 
Nello stesso anno si trasferisce al Liverpool ed alla prima stagione perde sia la finale di Supercoppa Europea che quella di Coppa dei Campioni, in entrambi i casi a vantaggio della Juventus.
Nel 1986 contribuisce alla vittoria della Premier League e della FA Cup dei Reds, rimanendo a Liverpool fino al 1988.
Successivamente disputa quattro stagioni nel Tottenham fino al 1992 (interrotte da un breve prestito al Queens Park Rangers).
In seguito passa al Portsmouth per due stagioni, prima di trasferirsi al Manchester City e di fare infine ritorno al Portsmouth dove chiude la carriera nel 1995.

### Nazionale
Walsh ha rappresentato l'Inghilterra under 21 segnando 4 reti in altrettante partite.
Ha poi totalizzato 5 presenze tra il 1983 e il 1984 con l'Inghilterra segnando una rete.

## Palmarès

### Club

#### Competizioni nazionali
- Campionato inglese: 1

Liverpool: 1985-1986
- Coppa d'Inghilterra: 1

Liverpool: 1985-1986

### Individuale
- Giovane dell'anno della PFA: 1984